# 葉葆定
葉葆定（1908年—2008年1月25日），祖籍廣東惠州惠陽，為陳炯明部將葉舉之子，與著名哲學家陳榮捷為中學校友兼連襟。
1929年畢業於香港拔萃男書院，後就讀於廣州嶺南大學、美國麻省理工學院，1934年畢業。回國後，歷任工程師、總工程師，兼任嶺南大學教授。
1945年戰後在香港從商，經營木制家私、房地產等。1983年移居加拿大溫哥華。1998年起，擔任廣州中山大學嶺南學院董事會名譽主席及榮譽教授。
葉氏生活簡樸，然高度關注、支援教育事業，捐贈母校款項總額累計至5400萬港幣。2008年1月25日於加拿大逝世。